# Luxembourg Challenger 2005
Il Luxembourg Challenger 2005 è stato un torneo di tennis facente parte della categoria ATP Challenger Series nell'ambito dell'ATP Challenger Series 2005. Il torneo si è giocato a Lussemburgo in Lussemburgo dal 21 al 27 novembre 2005 su campi in cemento indoor.

## Vincitori

### Singolare
Christophe Rochus ha battuto in finale  George Bastl con il punteggio di 6–2, 3–6, 6–1

### Doppio
Eric Butorac /  Chris Drake hanno battuto in finale  Robert Lindstedt /  Rogier Wassen con il punteggio di 4–6, 6–3, 6–4